# Nevada (Kuršumlija)
Pour les articles homonymes, voir Nevada (homonymie).
Nevada (en serbe cyrillique : Невада) est un village de Serbie situé dans la municipalité de Kuršumlija, district de Toplica. Au recensement de 2011, il comptait 22 habitants.

## Démographie
| 1948 | 1953 | 1961 | 1971 | 1981 | 1991 | 2002 | 2011 |
| ---- | ---- | ---- | ---- | ---- | ---- | ---- | ---- |
| 162  | 167  | 149  | 123  | 83   | 39   | 30   | 22   |

|  |